# Xenia Borisovna da Rússia
Xenia Borisovna Godunova (em russo:  Ксения Борисовна Годунова; Moscou, 1582 – 30 de agosto de 1622) foi uma czarevna russa. Ela ficou noiva duas vezes, porém, não chegou a se casar. Após ser estuprada pelo Falso Demétrio durante a época turbulenta conhecida como Tempo de Dificuldades, foi forçada a tomar votos de freira, e viveu em mosteiros pelo resto da vida. Também é conhecida por alguns bordados que fez quando era freira.

## Família
Xenia era filha do czar Boris Godunov e de sua esposa, Maria Skuratova-Belskaya. 
Como filha de Boris, era um membro de uma família russa de origem tártara, que migrou do Canato da Horda Dourada para a cidade de Costroma, no início do século XIV. Portanto, ela era descendente do príncipe tártaro Chet da Horda Dourada, que fundou o Mosteiro de São Hipácio em Costroma.
Os seus avós paternos eram Teodoro Ivanovich Godunov, conhecido como "o Caolho" (Krivoy) e, Stepanida Ivanovna. Os seus avós maternos eram Maliuta Skurátov, um cortesão favorito do czar Ivã, o Terrível, e Matryona.
Ela teve apenas um irmão mais novo, o czar Teodoro II da Rússia.

## Biografia
A santa Xenia de Roma (cujo nome de nascimento era Eusébia) era muito provavelmente a padroeira da czarevna. 
Xenia era descrita como muito bela e bem instruída, com uma altura mediana, um rosto branco e corado, emoldurado por negros cabelos ondulados e grandes olhos pretos. O seu pai lhe deu uma ótima educação, e Xenia aprendeu a ler e escrever, habilidades que poucas mulheres russas possuíam na época. Ela também tinha um pouco de treinamento musical, e gostava de cantar. O seu modo de falar era modesto e decoroso.

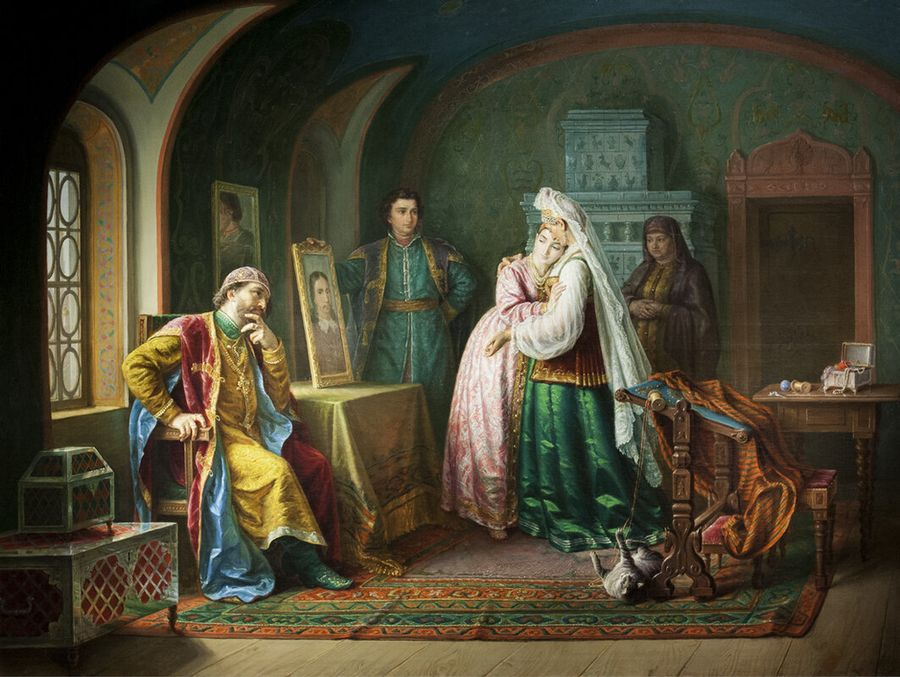
Boris mostra a filha um retrato do noivo em quadro de 1876, por Sergei Gribkov.

O seu primeiro noivado foi com o príncipe Gustavo, filho legitimado do rei Érico XIV da Suécia. Ele chegou na Rússia em 1599, porém, o casamento foi cancelado pelo czar, devido à vida dissoluta que ele levava.
Alguns anos depois, a czarevna ficou noiva do príncipe João, filho do rei Frederico II da Dinamarca, em 1601. Em outubro de 1602, a família real visitou o Mosteiro da Trindade-Sérgio, onde Boris com sua esposa e filhos rezaram durante nove dias sobre o túmulo de São Sérgio, para que o céu abençoasse a união. O casamento serviria como uma aliança entre a Rússia e Dinamarca e Noruega. Porém, João adoeceu e morreu depois de chegar na Rússia, talvez envenenado pelos ministros de Boris.

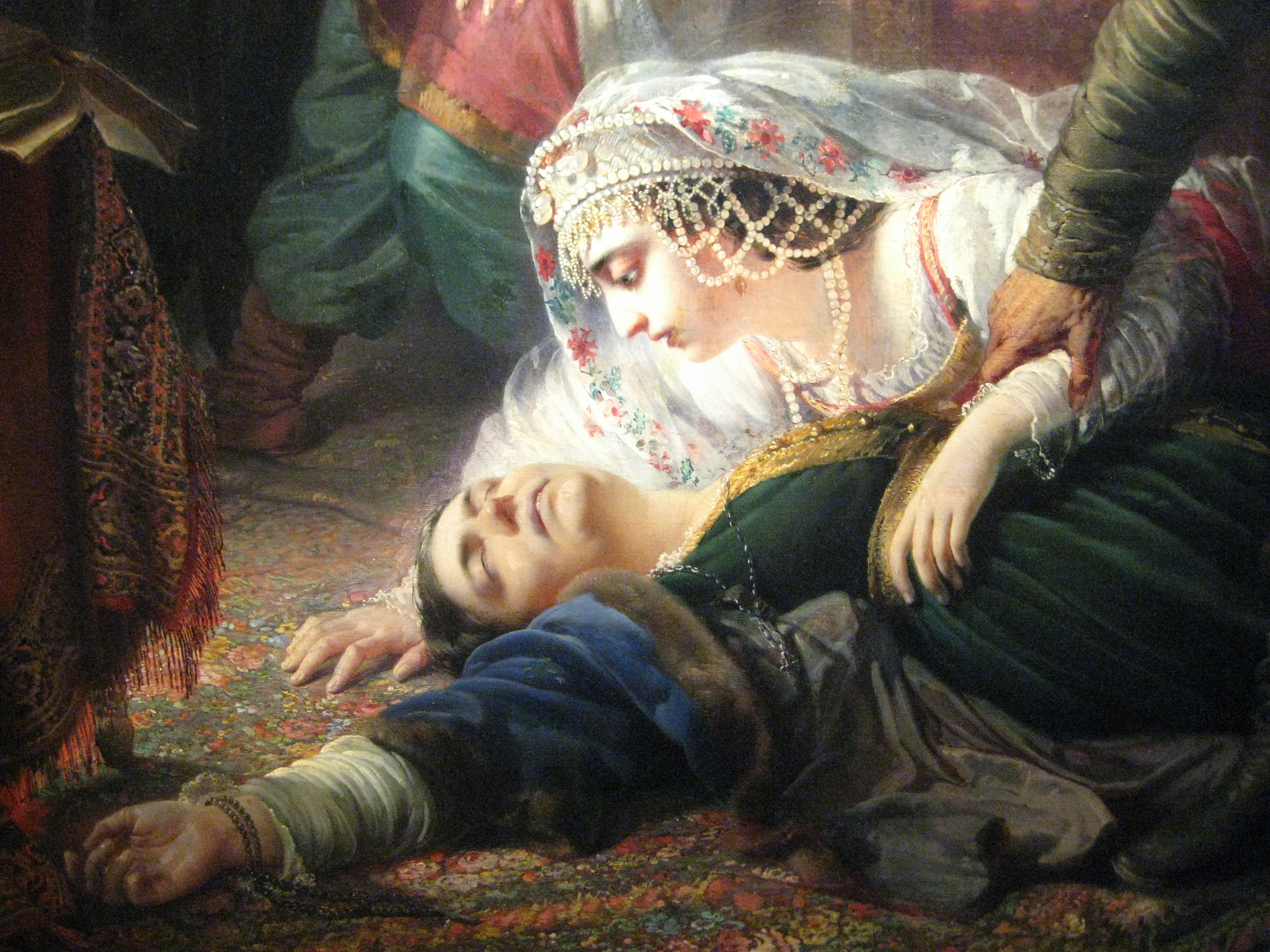
Pintura de 1862 por Konstantin Makovsky que retrata o assassinato de Teodoro II e Maria, hoje em exibição na Galeria Tretiakov.

Xenia, então, permaneceu uma donzela até a morte do pai, em abril de 1605, quando o seu irmão se tornou o novo czar com o nome de Teodoro II. Apenas alguns meses depois, contudo, com o começo do Tempo de Dificuldades, a sua mãe, Maria, e o seu irmão, foram mortos por estrangulação sob as ordens do Falso Demétrio, em junho. Demétrio era o primeiro dos três impostores que alegavam ser o tsarevich Demétrio de Uglitch, o filho mais novo de Ivã IV, que havia morrido em 1591 com apenas 8 anos de idade.

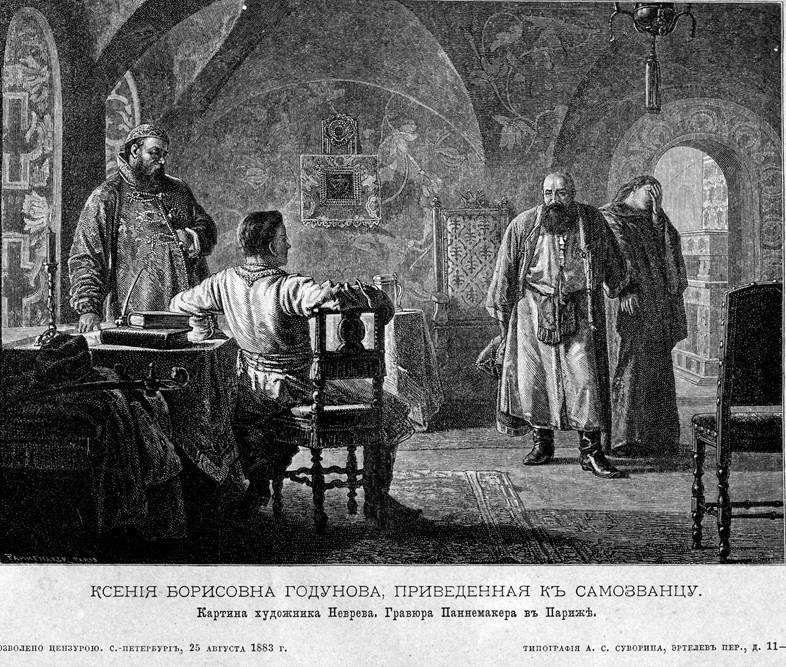
Xenia sendo levada até o Falso Demétrio em pintura por Nikolai Nevrev.

Apesar de ter tido a sua vida poupada, Xenia foi estuprada por Falso Demétrio, que a manteve no palácio como sua concubina durante cinco meses. Antes da chegada de sua noiva Marina Mniszech, Xenia foi enviada, provavelmente devido à pressão do novo sogro de Demétrio, para viver no Mosteiro da Ressureição de Goritsky, e forçada a se tornar uma freira, onde recebeu o nome de Olga. 
Em seguida, a czarevna foi transferida para o Mosteiro da Assunção da Princesa na cidade de Vladimir. Segundo rumores, ela estava grávida, e deu a luz um filho de Demétrio.
Em 1606, Xenia viajou para comparecer ao reenterro do seu pai no Mosteiro da Trindade-São Sérgio, onde marchou atrás do caixão dele. Vestes que ela costurou quando era freira estão em exibição nesse mosteiro.
Em 1610, o mosteiro foi atacado por tropas de cossacos, e as freiras, inclusive Xenia, foram estupradas por eles.
Apesar da morte do Falso Demétrio em 1606, a sua vida não melhorou. Dez anos depois, em 1616, a czarevna foi, novamente, enviada para outro mosteiro, desta vez o Mosteiro da Intercessão de Susdália Pokrovsky, que possuía regras mais rígidas.
Xenia faleceu no dia 30 de agosto de 1622, quanto tinha por volta de 40 anos. Ela foi enterrada ao lado da família no Mosteiro da Trindade-São Sérgio. Há uma inscrição com o seu nome de freira, "Olga Borisovna", na cripta dos Godunov próximo a entrada da Catedral da Assunção no mosteiro.

## Na cultura popular
- Xenia é uma personagem pequena na ópera Boris Godunov de Modest Mussorgsky.
- Ela também aparece na grand ópera Dimitrij do checo Antonín Dvořák, no qual o relacionamento dela com Demétrio é mostrado de maneira mais positiva. Na história, ela é assassinado sob as ordens de Marina Mniszech, no lugar de se tornar freira.
- Uma dramatização fictícia da vida de Xenia durante a crise aparece no filme russo de 2007, 1612, onde é interpretada por Violetta Davydovskaya.

## Galeria

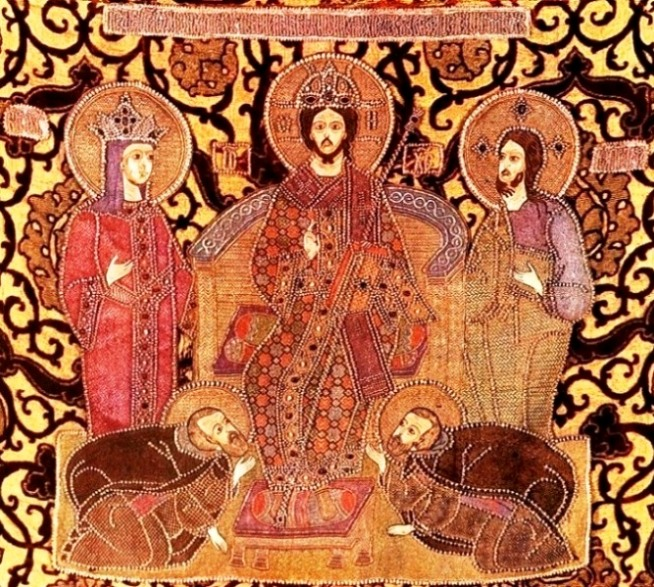
Tecido bordado por Xenia, presente no Museu de Sergiev Posad.
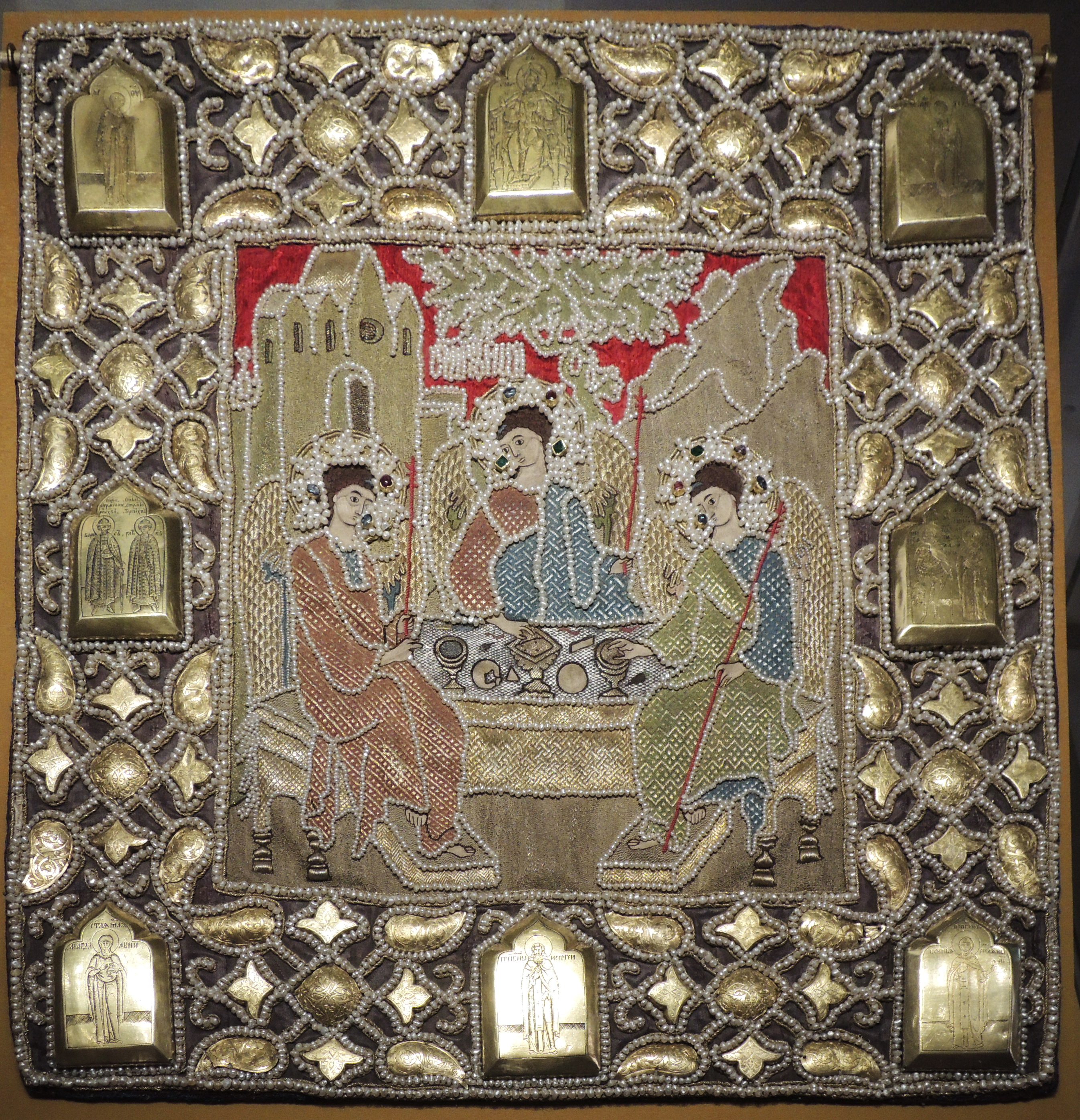
Outra obra produzida por Xenia, presumivelmente, a costura foi feita na oficina da czarina Irina Godunova
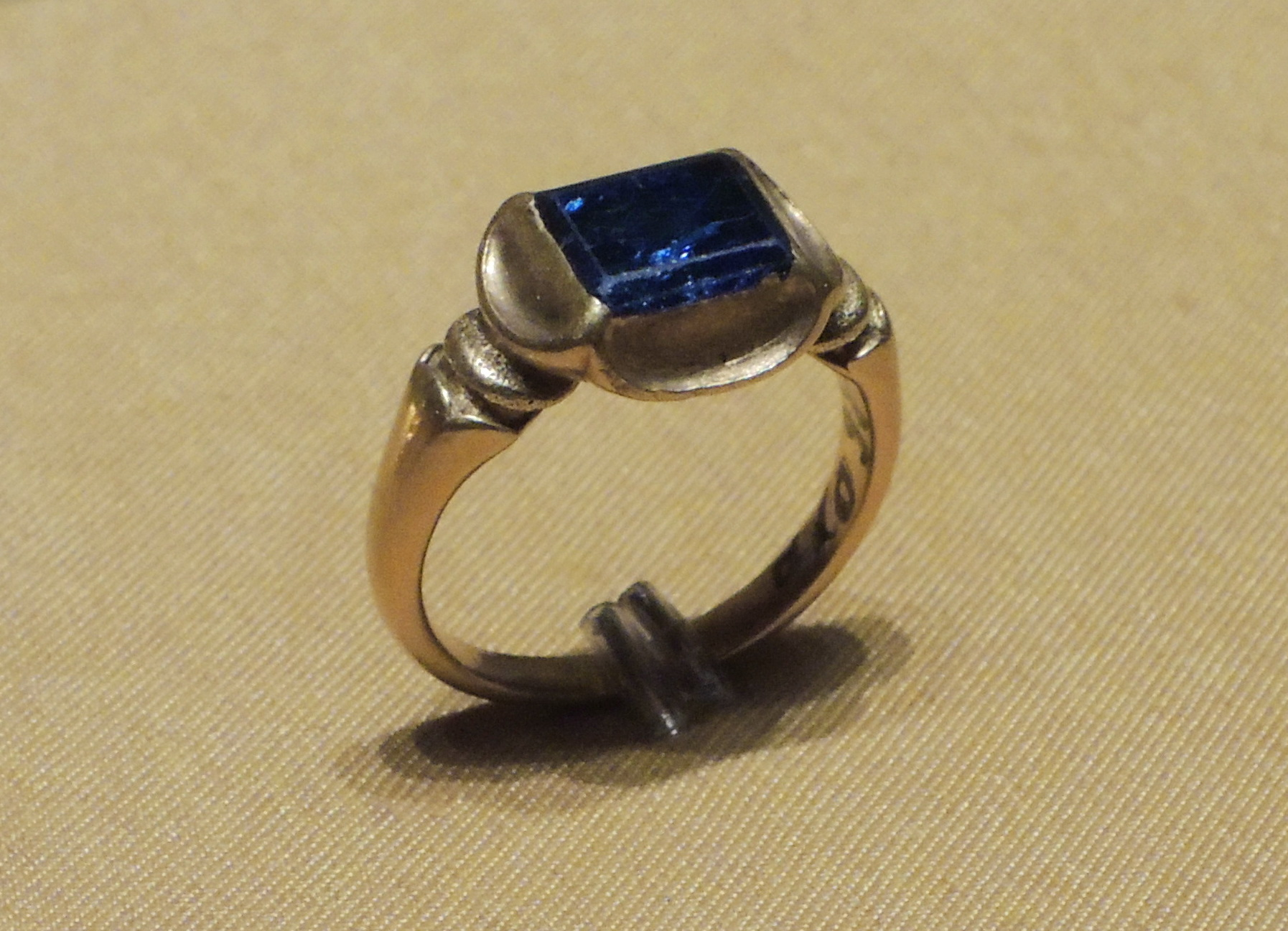
Anel de Xenia. O anel foi comprado especificamente para o Arsenal, na década de 1830, no Mosteiro de Intercessão, em Susdália.
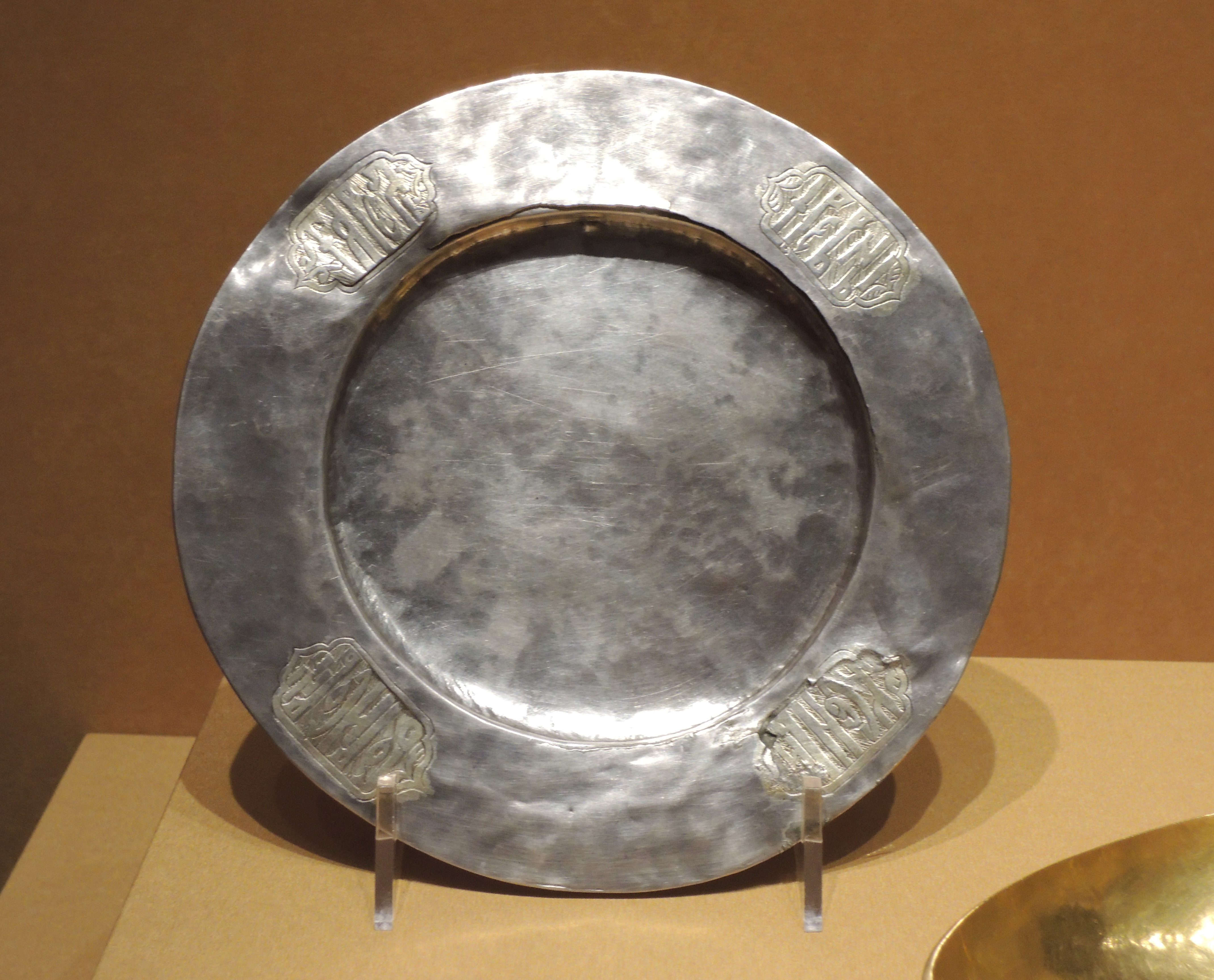
Um prato que possui a inscrição "Tarel da Czarevna Ksenya Borisovna". Juntamente com outros vasos de prata, foi depositado no mosteiro pelo parente dos Godunov, o boiardo Nikita Velyaminov, para comemorar a sua alma.
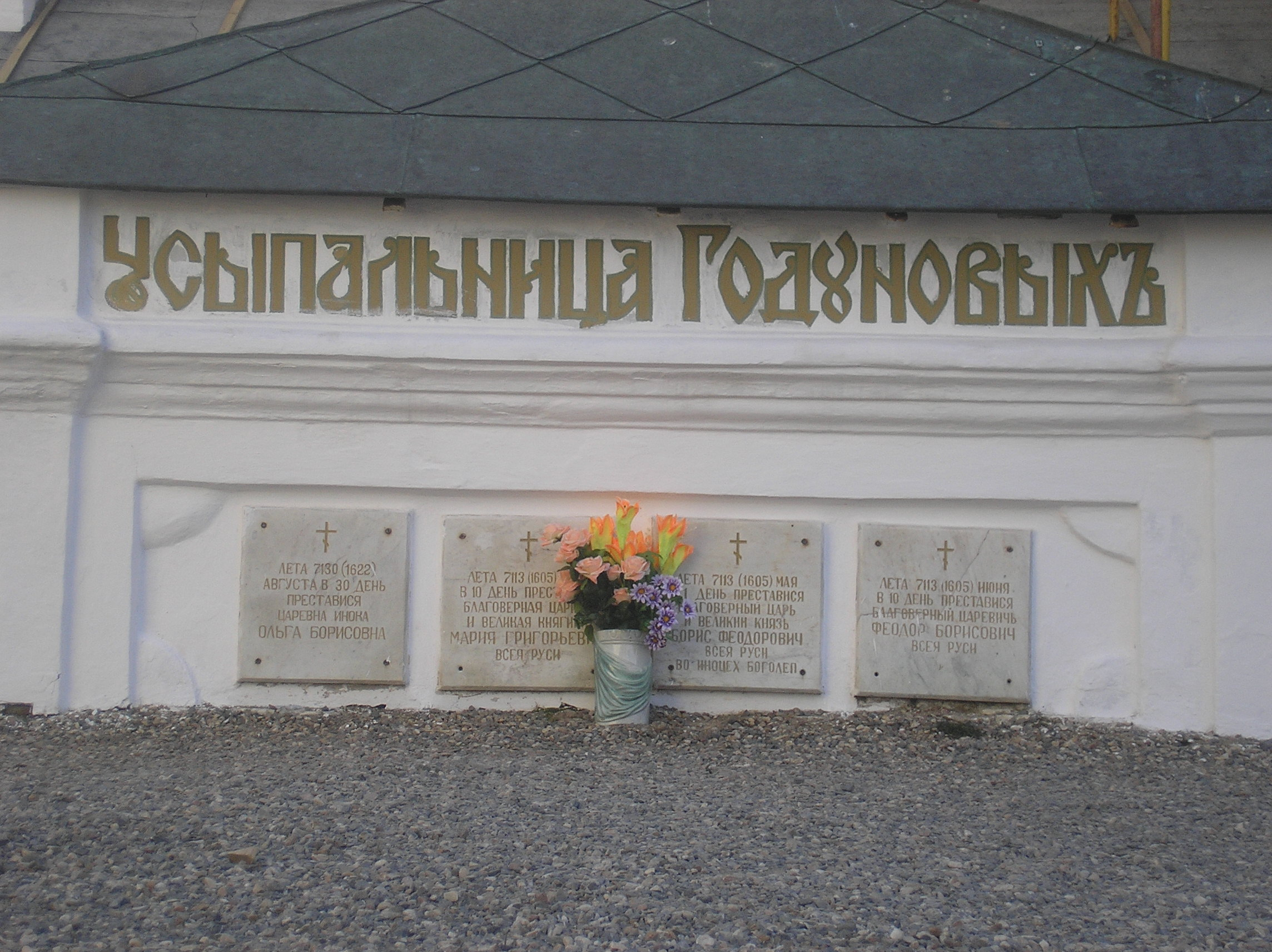
Mausoléu dos Godunov onde o nome dela aparece como Olga.